# Старкс, Джон
Джон Ле́велл Старкс (англ. John Levell Starks; родился 10 августа 1965 года в Талсе, штат Оклахома, США) — американский профессиональный баскетболист, завершивший профессиональную карьеру. Выступал на позиции атакующего защитника, основную часть карьеры он провёл в составе «Нью-Йорк Никс», где и получил всеобщую известность.

## Ранние годы и колледжи
Джон родился в городе Талса, штат Оклахома и пошёл в местную школу. К баскетбольной команде школы Старкс присоединился лишь в выпускном классе. Неудивительно, что университетские скауты не обратили особого внимания на юного начинающего баскетболиста.
В 1984 году Джон Старкс, окончив школу, поступает в Колледж штата Роджерса, штат Оклахома. В баскетбольной команде учреждения Джон находился на второстепенных ролях, играя лишь на тренировочных матчах и подменяя травмированных игроков в заявочном списке. После года обучения Роджерсе Старкс был отчислен из него за кражу стереооборудования. После этого Джон сменит ещё два местных ВУЗа и подаст свою кандидатуру на драфт НБА 1988 года от университета штата Оклахома, в котором он уже являлся игроком основы.

## Профессиональная карьера
На драфте Старкс не был выбран ни одной командой ассоциации. Но после десятидневного контракта «Голден Стэйт Уорриорз» всё-таки подписали его как свободного агента перед началом сезона. Первый для Джона сезон в НБА оказался не совсем успешным (4,1 очка и 1,1 передачи в среднем за менее чем девять минут игры) и годичное соглашение с Уорриорз не было продлёно.
Следующий сезон игроку пришлось проводить в Континентальной баскетбольной ассоциации. Перед сезоном 1990/91 Старкс перебрался во Всемирную баскетбольную лигу и начинал его в команде «Мемфис Рокерс». Всё это время баскетболист не переставал ездить на просмотры в клубы НБА. И в одном из них, на практике «Нью-Йорк Никс» Старкс, пытаясь забить сверху, получил травму колена в столкновении со звездой команды Патриком Юингом. По условиям соглашения между командами Никс не могли отпустить Джона до залечивания травмы и поэтому Старкс остался в команде. Позднее Джон Старкс будет вспоминать эпизод с Юингом и назвать его «спасением свыше».
После нескольких успешных сезонов Старкс закрепился в команде в качестве основного атакующего защитника. Так, в сезоне 1991/92 Старкс, ни разу не начав матч в стартовой пятёрке, набирал 13,9 очка и делал более трёх передач и одного подбора в среднем за игру. В последующих сезонах баскетболист только улучшал личные показатели, а в 1994 году был избран на Матч всех звёзд НБА. В 90-е связка Старкс — Юинг считалась одной из сильнейших в ассоциации и в каждом из сезонов вела чемпионскую гонку против знаменитого Чикагского трио. По итогам сезона 1996/97 Старкс выиграл награду «Лучший шестой игрок НБА».
После восьми лет, проведённых в «Никс» Джон Старкс решает вернуться в свой первый клуб «Голден Стэйт Уорриорз», в котором сыграет все матчи со «старта». После этого на полгода Старкс переходит в стан «Чикаго Буллз», а далее в «Юта Джаз». Именно в майке Юты Старкс набирает своё десятитысячное очко, а по окончании сезона 2001/02 объявляет о завершении карьеры.

## Статистика

### Статистика в НБА
| Сезон                                                                                    | Команда      | Регулярный сезон | Регулярный сезон | Регулярный сезон | Регулярный сезон | Регулярный сезон | Регулярный сезон | Регулярный сезон | Регулярный сезон | Регулярный сезон | Регулярный сезон | Регулярный сезон | Серия плей-офф | Серия плей-офф | Серия плей-офф | Серия плей-офф | Серия плей-офф | Серия плей-офф | Серия плей-офф | Серия плей-офф | Серия плей-офф | Серия плей-офф | Серия плей-офф |
| Сезон                                                                                    | Команда      | GP               | GS               | MPG              | FG%              | 3P%              | FT%              | RPG              | APG              | SPG              | BPG              | PPG              | GP             | GS             | MPG            | FG%            | 3P%            | FT%            | RPG            | APG            | SPG            | BPG            | PPG            |
| ---------------------------------------------------------------------------------------- | ------------ | ---------------- | ---------------- | ---------------- | ---------------- | ---------------- | ---------------- | ---------------- | ---------------- | ---------------- | ---------------- | ---------------- | -------------- | -------------- | -------------- | -------------- | -------------- | -------------- | -------------- | -------------- | -------------- | -------------- | -------------- |
| 1988/89                                                                                  | Голден Стэйт | 36               | 0                | 8,8              | 40,8             | 38,5             | 65,4             | 1,1              | 0,8              | 0,6              | 0,1              | 4,1              | Не участвовал  | Не участвовал  | Не участвовал  | Не участвовал  | Не участвовал  | Не участвовал  | Не участвовал  | Не участвовал  | Не участвовал  | Не участвовал  | Не участвовал  |
| 1990/91                                                                                  | Нью-Йорк     | 61               | 10               | 19,2             | 43,9             | 29,0             | 75,2             | 2,1              | 3,3              | 1,0              | 0,3              | 7,6              | 3              | 0              | 9,3            | 40,0           | -              | 100,0          | 1,0            | 2,0            | 0,0            | 0,0            | 2,0            |
| 1991/92                                                                                  | Нью-Йорк     | 82               | 0                | 25,8             | 44,9             | 34,8             | 77,8             | 2,3              | 3,4              | 1,3              | 0,2              | 13,9             | 12             | 0              | 24,6           | 37,4           | 23,9           | 80,8           | 2,5            | 3,2            | 1,4            | 0,0            | 12,1           |
| 1992/93                                                                                  | Нью-Йорк     | 80               | 51               | 31,0             | 42,8             | 32,1             | 79,5             | 2,6              | 5,1              | 1,1              | 0,2              | 17,5             | 15             | 15             | 38,3           | 44,0           | 37,3           | 71,7           | 3,5            | 6,4            | 1,0            | 0,2            | 16,5           |
| 1993/94                                                                                  | Нью-Йорк     | 59               | 54               | 34,9             | 42,0             | 33,5             | 75,4             | 3,1              | 5,9              | 1,6              | 0,1              | 19,0             | 25             | 18             | 33,6           | 38,1           | 35,6           | 77,0           | 2,3            | 4,6            | 1,4            | 0,1            | 14,6           |
| 1994/95                                                                                  | Нью-Йорк     | 80               | 78               | 34,1             | 39,5             | 35,5             | 73,7             | 2,7              | 5,1              | 1,2              | 0,1              | 15,3             | 11             | 11             | 34,5           | 45,0           | 41,1           | 61,9           | 2,3            | 5,2            | 1,2            | 0,1            | 15,6           |
| 1995/96                                                                                  | Нью-Йорк     | 81               | 71               | 30,8             | 44,3             | 36,1             | 75,3             | 2,9              | 3,9              | 1,3              | 0,1              | 12,6             | 8              | 8              | 39,3           | 44,8           | 46,7           | 74,4           | 3,6            | 4,1            | 1,6            | 0,1            | 16,0           |
| 1996/97                                                                                  | Нью-Йорк     | 77               | 1                | 26,5             | 43,1             | 36,9             | 76,9             | 2,7              | 2,8              | 1,2              | 0,1              | 13,8             | 9              | 1              | 28,1           | 44,4           | 31,7           | 80,6           | 3,4            | 2,8            | 1,1            | 0,0            | 14,0           |
| 1997/98                                                                                  | Нью-Йорк     | 82               | 10               | 26,7             | 39,3             | 32,7             | 78,7             | 2,8              | 2,7              | 1,0              | 0,1              | 12,9             | 10             | 2              | 31,4           | 47,2           | 42,4           | 87,5           | 4,0            | 2,3            | 1,6            | 0,1            | 16,4           |
| 1998/99                                                                                  | Голден Стэйт | 50               | 50               | 33,7             | 37,0             | 29,0             | 74,0             | 3,3              | 4,7              | 1,4              | 0,1              | 13,8             | Не участвовал  | Не участвовал  | Не участвовал  | Не участвовал  | Не участвовал  | Не участвовал  | Не участвовал  | Не участвовал  | Не участвовал  | Не участвовал  | Не участвовал  |
| 1999/00                                                                                  | Голден Стэйт | 33               | 30               | 33,6             | 37,8             | 34,8             | 83,3             | 2,8              | 5,2              | 1,1              | 0,1              | 14,7             | Не участвовал  | Не участвовал  | Не участвовал  | Не участвовал  | Не участвовал  | Не участвовал  | Не участвовал  | Не участвовал  | Не участвовал  | Не участвовал  | Не участвовал  |
| 1999/00                                                                                  | Чикаго       | 4                | 0                | 20,5             | 32,4             | 30,0             | 100,0            | 2,5              | 2,8              | 1,3              | 0,3              | 7,5              | Не участвовал  | Не участвовал  | Не участвовал  | Не участвовал  | Не участвовал  | Не участвовал  | Не участвовал  | Не участвовал  | Не участвовал  | Не участвовал  | Не участвовал  |
| 2000/01                                                                                  | Юта          | 75               | 64               | 28,3             | 39,8             | 35,2             | 80,2             | 2,1              | 2,4              | 1,0              | 0,1              | 9,3              | 3              | 0              | 12,0           | 33,3           | 25,0           | 100,0          | 1,0            | 0,3            | 0,3            | 0,3            | 3,7            |
| 2001/02                                                                                  | Юта          | 66               | 1                | 14,1             | 36,8             | 30,5             | 80,5             | 1,0              | 1,1              | 0,5              | 0,0              | 4,4              | Не участвовал  | Не участвовал  | Не участвовал  | Не участвовал  | Не участвовал  | Не участвовал  | Не участвовал  | Не участвовал  | Не участвовал  | Не участвовал  | Не участвовал  |
|                                                                                          | Всего        | 866              | 420              | 27,2             | 41,2             | 34,0             | 76,9             | 2,5              | 3,6              | 1,1              | 0,1              | 12,5             | 96             | 55             | 31,6           | 42,1           | 37,1           | 75,9           | 2,8            | 4,1            | 1,3            | 0,1            | 14,2           |
| Наведите курсор мыши на аббревиатуры в заголовке таблицы, чтобы прочесть их расшифровку. |              |                  |                  |                  |                  |                  |                  |                  |                  |                  |                  |                  |                |                |                |                |                |                |                |                |                |                |                |